# Шренк Леопольд Іванович
Леопо́льд Іва́нович фон Шренк (нім. Leopold von Schrenck, 24 квітня (6 травня) 1826, Хотінь Сумського повіту Харківської губернії — 8 (20) січня 1894, Петербург) — російський зоолог, геолог і етнолог. Таємний радник (з 1888 року).

## Біографія
Після закінчення курсу в Дерптському університеті в 1850 році із ступенем магістра філософії, був відправлений (1853—1857) до східних берегів Сибіру для збирання природничо-наукових колекцій по ботаніці, зоології і етнографії, проведення океанографічних робіт.
Взимку 1854-55 відвідав західне узбережжя острова Сахалін і долину річки Тимь, де вивчав життя аборигенів Сахаліну.
У 1861 році був призначений ад'юнктом Імператорської академії наук, в 1863 — екстраординарним, а в 1888 — ординарним академіком.
Шренк ввів в науку термін «палеоазіатські» народи (прадавнє населення Північно-східної Азії).

## Наукові праці
Шренк залишив численні праці, головним чином по етнографії, антропології і зоогеографії. Найголовніші твори його: «Ueber die Luchsarten des Nordens und ihre geographische Verbreitung» (магістерська дисертація); «Reisen und Forschungen im Amur — Lande 1854—1856»; «Beiträge zur Kenntniss des Russischen Reiches und der angrenzenden Länder Asiens» (збірка) і інші. Шренк особливо детально описав побут і устої сибірських самоїдів.
Ім'ям Шренка названий хребет на Сахаліні (у Долинському районі) і одна з найкрасивіших змій Далекого Сходу — полоз Шренка. Також на честь його названі метелики — Переливниця Шренка (Amuriana schrenckii (Ménétriés, 1859)), бархатниця Шренка (Ninguta schrenckii (Ménétriés, 1859)), совка Шренка (Amhipyra schrenckii Ménétriés, 1859), довговуса міль Nemophora schrencki (Bremer, 1864). Також на честь його названий амурський осетер, або осетер Шренка (лат. Acipenser schrenckii) і панцирний молюск мопалія Шренка (Mopalia schrenckii) і молюск Нодулярия Шренка